# Karl Schäfer (konståkare)
Karl Schäfer, född 17 maj 1909 i Wien, död 23 april 1976 i Wien, var en österrikisk konståkare.
Schäfer blev olympisk guldmedaljör i konståkning vid vinterspelen 1932 i Lake Placid och vid vinterspelen 1936 i Garmisch-Partenkirchen.